# Прощай, моя наложница
«Прощай, моя наложница» (кит. 霸王别姬) — китайский историческо-драматический фильм 1993 года, снятый режиссёром Чэнь Кайгэ. В главных ролях Лесли Чун, Гун Ли и Чжан Фэнъи. Экранизация одноимённого романа Лилиан Ли, действие которого происходит в политически бурном Китае XX века, от Китайской республики до Культурной революции. В нём показаны непростые отношения двух давних друзей-актёров Пекинской оперы, Чэн Дэйи (Лесли Чун) и Дуань Сяолоу (Чжан Фэнъи), и женщины, вставшей между ними (Гун Ли).
Премьера состоялась 1 января 1993 года в Гонконге. После выхода фильм получил положительные отзывы критиков и получил Золотую пальмовую ветвь на Каннском кинофестивале 1993 года, став первым и единственным китайским фильмом, удостоившимся этой чести. Кроме того, он получил «Золотой глобус» за лучший фильм на иностранном языке и BAFTA за лучший неанглоязычный фильм, а также — две номинации на 66-й премии «Оскар» за Лучшую операторскую работу и Лучший фильм на иностранном языке. «Прощай, моя наложница» считается одним из знаковых фильмов движения пятого поколения, который привлёк мировое внимание к китайским режиссёрам.

## Сюжет
История творческого пути двух актёров, игравших всю жизнь одну драму из репертуара Пекинской оперы — «Прощай, моя наложница», в которой наложница остаётся верна своему императору и кончает с собой в конце его пути. Фильм начинается на сцене в Пекинской опере, в которой один актёр, загримированный под женщину, изображает наложницу своего господина, а второй исполняет роль императора. Они встречаются на сцене театра после двадцатилетнего перерыва в выступлениях и десятилетнего перерыва в своей дружбе.
1928 год. Молодая девушка, работающая проституткой в борделе, приводит своего сына Доуцзы на уличное выступление оперы. Она хочет оставить Доуцзы здесь, так как ее ребенок уже слишком взрослый, чтоб жить в борделе. У Доуцзы шесть пальцев на левой руке, из-за чего учитель отказывает ей. Девушка, не силах придумать ничего лучше и не в силах обеспечить своего ребенка, тут же отрубает ему лишний палец тесаком. Мальчик остается в школе и проходит жесткие тренировки. Шитоу, лидер мальчишек, берет главенство над Доуцзы, между ними возникает крепкая дружба. Учитель тренирует их, не чураясь жестких методов, и наказывая и поощряя их одинаково. Из-за миловидной внешности Доуцзы особенно муштруют на женские роли, которые в театре в то время традиционно играли мужчины, что вызывает у него внутреннее отторжение (он никак не может выучить то, что ему следует говорить в женском лице), а его упорство вызывает злость у учителя, который избивает его. Шитоу заботится о нем.
1932 год. В город с почетом прибывает управляющий и актеры Пекинской оперы. В общей суматохе Доуцзы и некоторые мальчишки, в том числе его друг Лайцзы, сбегают в город на оперу «Прощай, моя наложница», несмотря на то, что Шитоу просил его остаться. По возвращении все получают наказание. В это время Лайцзы, на которого опера произвела неизгладимое впечатление, вешается в тренировочном зале. Управляющий посещает школу чтобы выбрать мальчишек для оперной труппы и особенно подмечает Доуцзы, но так как он путает слова, жеманничает и всех подводит, это вызывает приступ гнева Шитоу и наказание для Доуцзы на глазах у поспешно уходящего управляющего. В этот момент он, окровавленный, начинает говорить монолог наложницы без единой ошибки под восторг всей своей труппы и получает роль наложницы. После блестящего выступления, на котором Доуцзы приглянулся одному из высокопоставленных чиновников, Доуцзы доставляют ему для «смерти наложницы», что подразумевает интимные услуги. У дверей школы он и Шитоу находят оставленного младенца, которого забирают в школу.
1937 год. Повзрослевшие Доуцзы и Шитоу самые популярные актеры оперы «Прощай, моя наложница». На фоне предвоенные события, забастовки студентов, но все это словно бы проходит мимо театра и восторженной толпы. Их работу высоко оценивает господин Юань, известный театральный покровитель. Но в то же время как он хвалит Чэна за идеально воплощенный образ наложницы, он укоряет Дуаня за некоторые вольности в интерпретации оперы, к чему Дуань относится поверхностно — он предпочитает посещение борделя, где у него есть фаворитка красавица Цзюсянь. Постепенно грань дружбы стирается со стороны Чэна: он открыто говорит, что хочет провести с Дуанем всю жизнь, в то время как Дуань разделяет театр и реальность, относясь ко всему более трезво. Цзюсянь гордо покидает бордель чтоб выйти замуж за богатого Дуаня и это очень ранит Чэна. Чэн посещает господина Юаня, который щедро одаривает его дорогими подарками, в том числе и настоящим мечом, всячески стараясь сделать его своим «близким другом». В расстроенных чувствах Чэн заявляет Дуаню, что они больше не будут на одной сцене. В оккупированном Пекине у Дуаня возникают проблемы с деньгами (он вынужден даже заложить костюмы) и его арестовывают. Цзюсянь приходит за помощью к Чэну и обещает вернуться в бордель, если Чэну удастся вытащить Дуаня из тюрьмы, и тот помогает ему. Чтоб спасти друга, он танцует оперу для японцев и Дуаня отпускают. Цзюсянь не сдерживает своего обещания. Жизнь Дуаня далеко не сахар: он оставил оперу из-за требования Цзюсянь и собственного разгульного образа жизни, но не может найти себе другую работу. Они посещают учителя, и хоть они оба уже взрослые, учитель наказывает их так же, как наказывал их, будучи детьми. После смерти учителя вся труппа была распущена, остается последний ребенок, Сяосы — тот самый мальчик, которого они нашли в 1932 году. Дуань усыновляет его.
1945 год. В новом мире вернувшихся с войны солдат уже не так интересует классическая опера, а неудачное сравнение их с японцами провоцирует погром в театре, во время которого Цзюсянь теряет ребенка. Чэна арестовывают за сотрудничество с японцами. Цзюсянь всячески настраивает Дуаня против Чэна, и даже когда тот обращается за помощью к господину Юаню, сама вмешивается в происходящее, но на этот раз она помогает ему. На суде господин Юань и Дуань свидетельствуют в пользу Чэна, но тот отказывается лгать. Несмотря на это, его освобождают и он возвращается в театр.
1948 год. Очередная смена власти требует смещения господина Юаня, народ требует его казни за контрреволюционные настроения. Употребление опиума негативно сказывается на голосе Чэна, он уже не способен брать такие высокие ноты. Дуань пытается вылечить Чэна от пристрастия к наркотикам, на фоне этого он наконец примиряется с Цзюсянь. Новые настроения в мире переходят и на теперь ставшую государственной оперу, которую Чэн отказывается признавать, оставаясь верным лишь классике, как и старым методам обучения, что в итоге заставляет Сяосы уйти с его роли помощника, чего ему всегда казалось мало. В итоге именно Сяосы получает в театре роль наложницы для Дуаня вместо Чэна, о чем ему никто не сказал, потому что Дуань не нашел в себе сил его предупредить, а Сяосы нарочно создал подобную ситуацию. Дуань отказывается выступать вовсе, но ему не оставляют выбора, и он впервые за десятилетие вынужден сменить незаменимую наложницу. Чэн сам надевает на него костюм для финального выхода и покидает театр.
1965 год. Канун культурной революции. Чэн возвращается в дом своих друзей, через дверь наблюдая за их постельной сценой и уходит незамеченным. Из-за меча, который Чэн Дэи отдал Дуаню, из-за слов последнего о коммунистах больше десяти лет назад и посещений борделя больше тридцати лет назад Дуаня вызывают на допрос, где против него свидетельствует хозяин театра, с которым они были знакомы много лет. Его, как и множество других актеров, арестовывают, гримируют и в таком виде проводят по улицам города к центральной площади. Чэн в полном наряде наложницы приходит к нему на помощь в полном безмолвии. Дуаня и Чэна признают классовыми врагами и антипартийными элементами и требуют признания в преступлениях. Растерянный Дуань сначала говорит об одержимости Чэна оперой, но когда этого недостаточно, он свидетельствует против Чэна, вспоминая о его японском предательстве и курении опиума, а после намекает на отношения между Чэном и господином Юанем, и даже Цзюсянь пытается его остановить, когда он бросает в костер свои костюмы и меч. Преданный своим лучшим другом, Чэн трусливо и несправедливо свидетельствует против не Дуаня, а невинной Цзюсянь, которая зря пыталась ему помочь, обвиняя ее в проституции, и заставляя Дуаня прилюдно отказаться от любви к ней. По возвращении Цзюсянь вешается в своем доме.
Фильм возвращается к началу, примерно в 1980-й год. Чэн и Дуань разыгрывают сцену из своей знаменитой оперы. Доходя до сцены с самоубийством наложницы, Чэн выхватывает из ножен Дуаня настоящий меч и наносит себе смертельную рану, потому что такие как он недостойны жить. Потрясенный Дуань зовет его настоящим именем.

## В ролях
- Лесли Чун — Чэн Деи/Сяо Доуцзы (наложница Ю)
- Чжан Фэнъи — Дуань Сяолоу/Сяо Шитоу (властитель Чу)
- Гун Ли — Цзюсянь
- Гэ Ю — Юань Шицин
- Люй Ци — Мастер Гуань
- Ин Да — На Кунь
- Чжи Итун — Аоки Сабуро
- Лэй Хань — Сяосы
- Ли Дань — Лайцзы
- У Дайвай — хунвейбин

## Показ

### Показ в Китае
Премьера фильма состоялась в Шанхае в июле 1993 года. Однако через две недели показ был снят с кинотеатров и в августе фильм был запрещён китайскими властями из-за изображения гомосексуализма, самоубийства и насилия, совершённых при коммунистическом правительстве Мао Цзэдуна во время Культурной революции. Поскольку фильм получил Золотую пальмовую ветвь на Каннском кинофестивале 1993 года, его запрет вызвал недовольство во всем мире. Опасаясь, что это повредит заявке Китая на летние Олимпийские игры 2000 года, официальные лица разрешили фильму возобновить публичные показы с сентября. Из-за цензуры были вырезаны сцены, связанные с культурной революцией и гомосексуализмом, а финал был подредактирован для «смягчения самоубийства».

### Сборы и прием
Фильм был выпущен в трёх кинотеатрах 15 октября 1993 года и в первом уик-энде собрал 69 408 долларов. Его окончательный кассовый сбор на американском рынке составляет $5 216 888.
В 2005 году около 25 000 гонконгских кинолюбителей признали его своим самым любимым китайскоязычным фильмом всех времён (второе место занял фильм Вонга Карвая «Дикие дни»).

## Восприятие
Роджер Эберт поставил фильму четыре звезды, похвалив сюжет и описав его «практически невероятно амбициозным» и выполненным с «свободой и энергией». Критик «Нью-Йорк таймс» Винсент Кэнби высоко оценил фильм за «развитие сюжета, историю, экзотический колорит», положительно оценив актёрскую игру Гун Ли, Лесли Чуна и Чжан Фэнъи. Дэвид Денби из New York Magazine раскритиковал «спектакль», но посчитал, что фильм преуспеет на международном уровне из-за изображения любви и культуры, несмотря на мрачные моменты.
«Прощай, моя наложница» был включён в список «1000 лучших фильмов по версии „Нью-Йорк таймс“» в 2004 году, а в 2005 году попал в список «Лучших фильмов всех времён по версии „Time“». Фильм занял 97-е место в «100 лучших фильмов мирового кинематографа по версии „Empire“» в 2010 году и 1-е место в «100 лучших фильмов материкового Китая по версии „Time Out“» в 2014 году.
Фильм имеет 86 % рейтингов одобрения на Rotten Tomatoes, основанный на 37 отзывах, со средним рейтингом 7,50/10. В большинстве критики написали: «Эпопея Чэнь Кайгэ грандиозная по масштабу и изложению, и, подкреплённая солидным исполнением, в результате получилась одновременно ужасающей и увлекательной». BBC поместила фильм на 12-е место в своём списке «100 величайших фильмов на иностранном языке» в 2018 году. Она заняла 55-е место в списке Гонконгской кинопремии «100 лучших китайскоязычных кинофильмов» в 2005 году. Что касается общественного приёма, то «Прощай, моя наложница» возглавила в 2005 году опрос насчёт самых любимых фильмах в Гонконге, проведённый Хандерсоном Артричем.

## Награды и номинации
| Год  | Премия                                    | Категория                                | Номинирован         | Результат | Ссылки |
| ---- | ----------------------------------------- | ---------------------------------------- | ------------------- | --------- | ------ |
| 1993 | Общество кинокритиков Бостона             | Лучший фильм на иностранном языке        | Чэнь Кайгэ          | Победа    | [ 12 ] |
| 1993 | Camerimage                                | Серебряная лягушка                       | Гу Чанвэй           | Победа    | [ 13 ] |
| 1993 | Каннский кинофестиваль                    | Золотая пальмовая ветвь                  | Чэнь Кайгэ          | Победа    | [ 14 ] |
| 1993 | Каннский кинофестиваль                    | Приз ФИПРЕССИ                            | Чэнь Кайгэ          | Победа    | [ 14 ] |
| 1993 | Ассоциация кинокритиков Лос-Анджелеса     | Лучший фильм на иностранном языке        | Чэнь Кайгэ          | Победа    |        |
| 1993 | Национальный совет кинокритиков США       | Лучший фильм на иностранном языке        | Чэнь Кайгэ          | Победа    | [ 15 ] |
| 1993 | Национальный совет кинокритиков США       | Топ лучших фильмов на иностранном фильме | Чэнь Кайгэ          | Победа    | [ 15 ] |
| 1993 | Сообщество кинокритиков Нью-Йорка         | Лучший фильм на иностранном языке        | Чэнь Кайгэ          | Победа    | [ 16 ] |
| 1993 | Сообщество кинокритиков Нью-Йорка         | Лучшая актриса второго плана             | Гун Ли              | Победа    | [ 16 ] |
| 1994 | Премия «Оскар»                            | Лучший фильм на иностранном языке        | Чэнь Кайгэ          | Номинация | [ 17 ] |
| 1994 | Премия «Оскар»                            | Лучшая операторская работа               | Гу Чанвэй           | Номинация | [ 17 ] |
| 1994 | Премия Британской Академии в области кино | Лучший неанглоязычный фильм              | Сюй Фэн, Чэнь Кайгэ | Победа    | [ 18 ] |
| 1994 | Сезар                                     | Лучший иностранный фильм                 | Чэнь Кайгэ          | Номинация | [ 19 ] |
| 1994 | Золотой глобус                            | Лучший фильм на иностранном языке        | Чэнь Кайгэ          | Победа    | [ 20 ] |
| 1994 | Премия Лондонского кружка кинокритиков    | Лучший фильм на иностранном языке        | Чэнь Кайгэ          | Победа    | [ 21 ] |
| 1994 | Майнити                                   | Лучший фильм на иностранном языке        | Чэнь Кайгэ          | Победа    | [ 22 ] |